# Trznadel modrogłowy

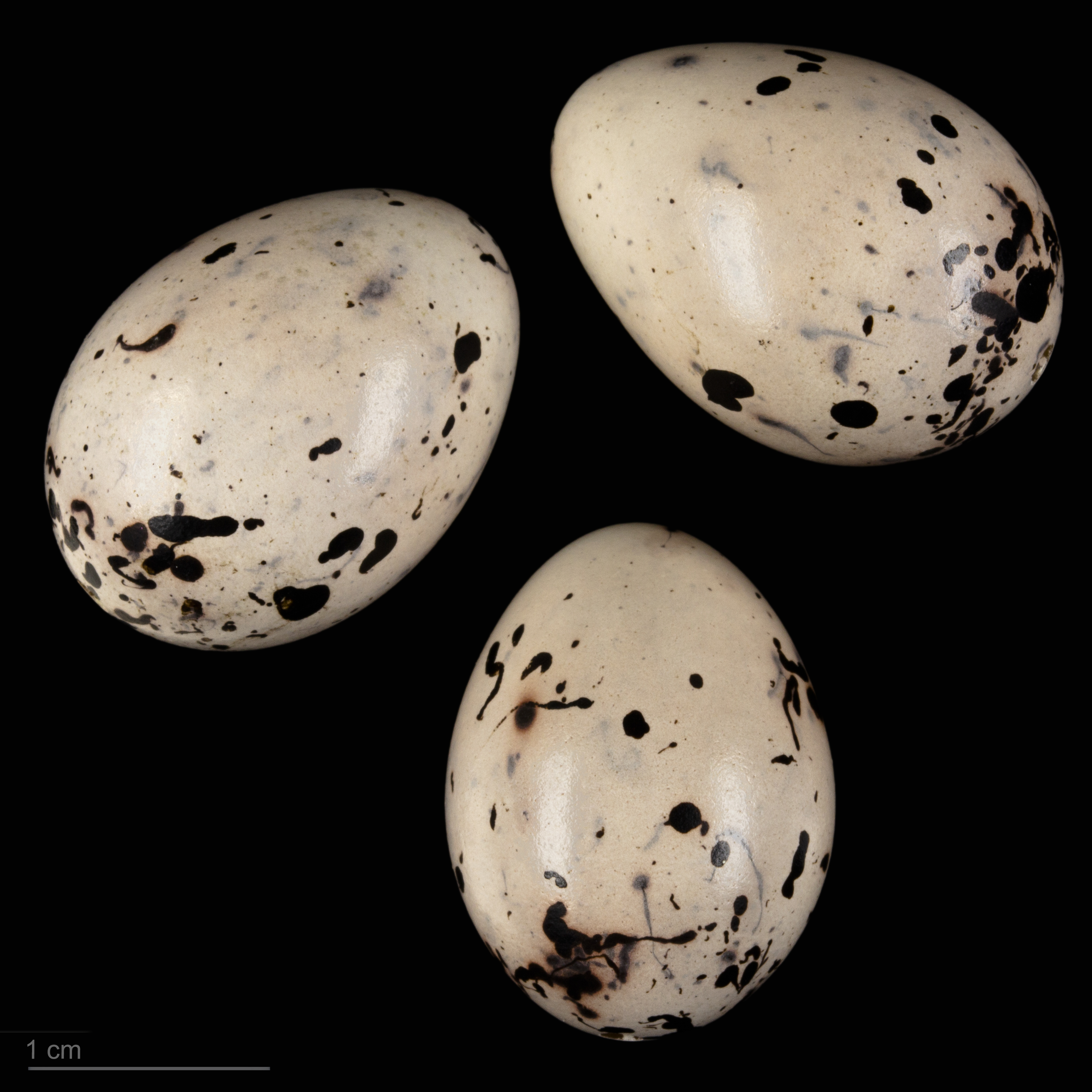
Emberiza caesia

Trznadel modrogłowy (Emberiza caesia) – gatunek małego ptaka z rodziny trznadli (Emberizidae). Wędrowny – w sezonie lęgowym występuje w Europie Południowo-Wschodniej i na Bliskim Wschodzie, zimuje w północno-wschodniej Afryce. Monotypowy. Nie jest zagrożony wyginięciem.
RozmiaryDługość ciała 16 cm, rozpiętość skrzydeł 25 cm; masa ciała 18,5–23,5 g.
Zasięg występowaniaWystępuje w Grecji, na Cyprze, w zachodniej i południowej Turcji po Izrael i zachodnią Jordanię. W okresie zimowym odlatuje do Sudanu i Erytrei; notowano też osobniki zimujące w południowym Egipcie i Arabii Saudyjskiej.
ŚrodowiskoPreferuje siedliska suche i jałowe z pewną ilością niskiej roślinności, wzgórza, skaliste wyspy, ale też tereny rolnicze, często występuje w pobliżu wybrzeży. Spotykany do 1300 m n.p.m.
LęgiLęgi trwają od połowy kwietnia do połowy czerwca. Gniazdo buduje samica na ziemi, na skale bądź między korzeniami krzewu. W zniesieniu zwykle 4–6 jaj. Wysiaduje je głównie samica przez 12–14 dni. Karmieniem piskląt zajmują się oboje rodzice. Młode opuszczają gniazdo po 12–14 dniach od wyklucia.
PożywienieŻywi się drobnymi nasionami, zwłaszcza traw, a także drobnymi bezkręgowcami, w szczególności mrówkami.
StatusMiędzynarodowa Unia Ochrony Przyrody (IUCN) uznaje trznadla modrogłowego za gatunek najmniejszej troski (LC – Least Concern). Liczebność światowej populacji, obliczona w oparciu o szacunki organizacji BirdLife International dla Europy z 2015 roku, mieści się w przedziale 244–600 tysięcy dorosłych osobników. Ze względu na brak dowodów na spadki liczebności bądź istotne zagrożenia dla gatunku BirdLife International uznaje globalny trend liczebności populacji za prawdopodobnie stabilny.